# Liste der Monuments historiques in Sains-du-Nord
Die Liste der Monuments historiques in Sains-du-Nord führt die Monuments historiques in der französischen Gemeinde Sains-du-Nord auf.

## Liste der Objekte
| Bezeichnung                | Beschreibung              | Standort                     | Kennzeichnung | Schutzstatus | Datum | Bild |
| -------------------------- | ------------------------- | ---------------------------- | ------------- | ------------ | ----- | ---- |
| Skulptur Christus am Kreuz | Holz, 15./16. Jahrhundert | in der Kirche St-Rémy (Lage) | PM59008880    | Inscrit      | 1973  |      |